# 巴特玛拉布坦
巴特玛拉布坦（1900年1月15日—1946年），字经堂，哲里木盟扎赉特旗（今属内蒙古自治区通辽市）巴达尔胡努图克巴彦哈喇人。蒙古王公，清末为扎赉特旗札萨克贝勒，后于中华民国成立后晋封郡王，加亲王衔。他是扎赉特旗末任札萨克。

## 生平
巴特玛拉布坦生于清朝光绪二十五年腊月十五日（1900年1月15日）。其先祖是元太祖成吉思汗的胞弟哈布图哈萨尔。其父是扎赉特旗四品台吉，与扎赉特旗十四世贝勒旺喇克帕勒吉是堂兄弟。旺喇克帕勒吉因无嗣，遂将过继巴特玛拉布坦过继为子。清朝光绪三十一年（1905年），旺喇克帕勒吉逝世。光绪三十三年（1907年），巴特玛拉布坦承爵，被清朝赐封为多罗贝勒，袭扎赉特旗札萨克。因巴特玛拉布坦年幼，旗政遂由协理台吉森帔勒诺尔布掌管。
1911年外蒙古独立后，1912年，科尔沁右翼前旗郡王乌泰举兵叛乱，企图归附外蒙古以成立大蒙古帝国。1912年8月20日乌泰宣布东蒙古独立，兵分3路进攻洮南府及周边各县：科尔沁右翼中旗土谢图亲王业喜海顺出兵配合攻打突泉；扎赉特旗贝勒巴特玛拉布坦出兵配合攻打靖安；科尔沁右翼后旗镇国公拉喜敏珠尔率部攻打镇东县。同年，乌泰的军队遭到中华民国奉天都督赵尔巽派吴俊升等部剿灭。
在庶母陪同下，巴特玛拉布坦到黑龙江省省会齐齐哈尔会见了黑龙江都督宋小濂，声明“翊赞共和”，拒绝和乌泰一同叛乱。1912年10月28日至11月1日东蒙王公会议召开。会后，中华民国政府为哲里木盟的蒙古王公们加封进爵。11月12日，扎赉特旗札萨克巴特玛拉布坦由贝勒晋封郡王后来他还加亲王衔。
1925年他27岁时，开始认真学习，精通蒙古语和汉语。1926年，他在长春召开的“哲里木十旗王公会议”上提议创办蒙旗师范学校，获得与会王公们的赞同，决定在齐齐哈尔创办蒙旗师范学校。此后他自筹资金创办该校，并兼任校长，委派扎赉特旗协理台吉图门满都胡代为主持校务。回到扎赉特旗后，他又使用了原准备修建王府的资金，创办了扎赉特旗首家公立小学巴彦哈喇小学。
1931年秋，日本特务诹访（一位日本浪人）潜入扎赉特旗王府，劝说巴特玛拉布坦投靠日本关东军，获得了巴特玛拉布坦的默许。1931年12月17日，日本关东军在泰来县中和地局召开了部分蒙旗王公会议，史称“泰来会议”。扎赉特旗参加此次会议的有巴特玛拉布坦、图门满都胡、阿成嘎等。此前在前往泰来县参加会议的途中，他们在塔子城曾遇到了被日军击溃的东北军马占山部，巴特玛拉布坦率所带部队成功偷袭了马占山部，后来按期参加了泰来会议。此举受到了日军的赏识。
1932年，巴特玛拉布坦任兴安南省警备军少将司令。1932年，日军进攻热河省，巴特玛拉布坦率两个团的蒙古兵配合作战，自钱家店开拔，先后攻打开鲁、天山、林东、林西，还收编了李守信部。他因军功，被日军升为兴安军管区军官学校校长，授陆军中将。1938年，他任兴安军第一司令长官，陆军上将。1939年诺门罕战役中，日军和满洲国的蒙古人军队被苏联红军、蒙古人民军击溃，日本人遂认为蒙古人不可靠。巴特玛拉布坦因此被革去军衔而退役，调至新京特别市，任兴安局总裁等职。1940年3月，他任第九军管区司令官。
1945年日本投降后，巴特玛拉布坦在长春被苏联红军逮捕，后关押于苏联赤塔。1946年在由苏联遣送回中国的途中，巴特玛拉布坦病逝于伯力（今哈巴罗夫斯克）。 